# Picoa pachyascus
Picoa pachyascus är en svampart som beskrevs av M. Lange 1957. Picoa pachyascus ingår i släktet Picoa, ordningen skålsvampar, klassen Pezizomycetes, divisionen sporsäcksvampar och riket svampar.   Inga underarter finns listade i Catalogue of Life.